# ArtLine Engineering

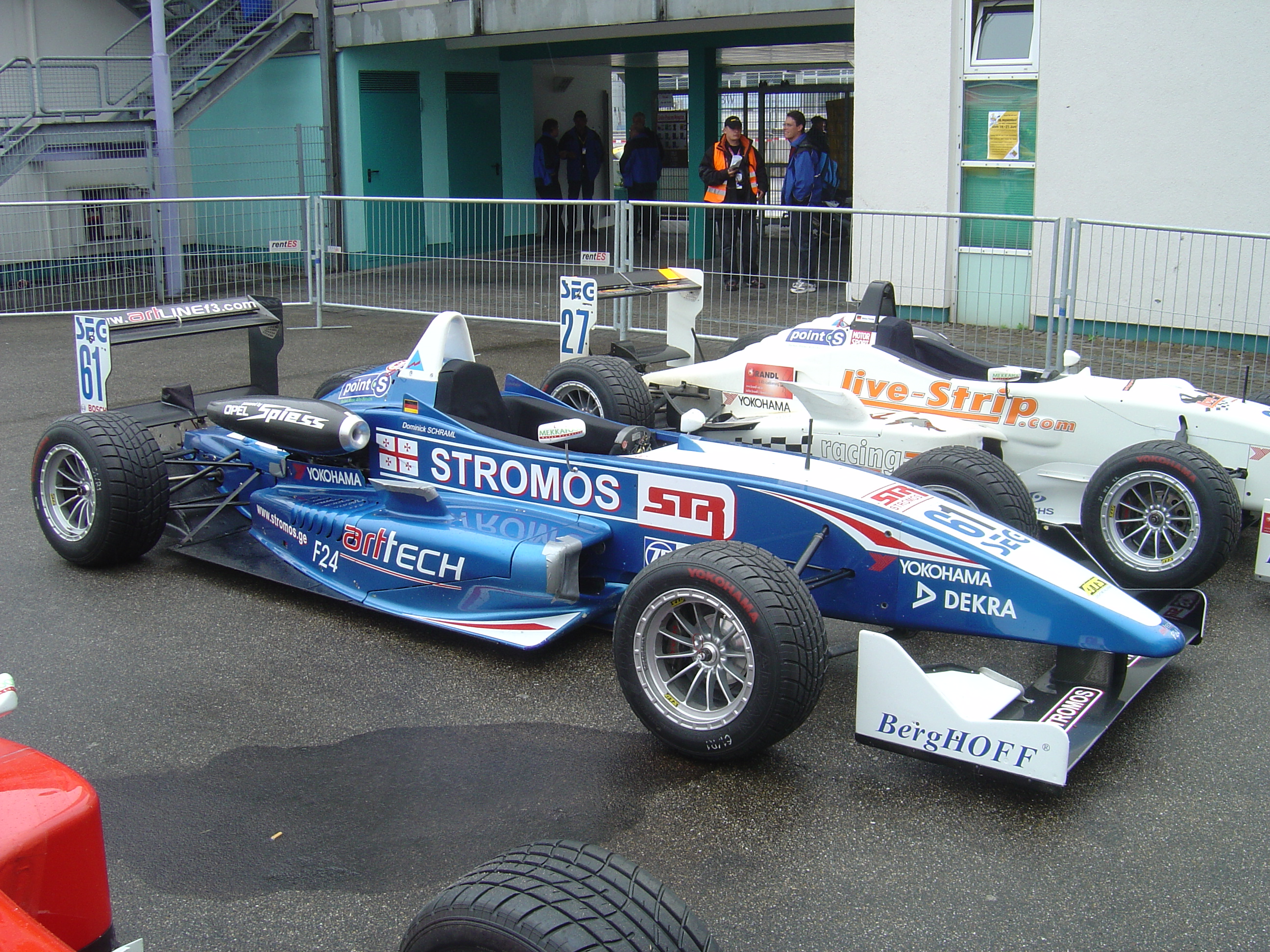
ArtTech F24 am Hockenheimring 2009

ArtLine Engineering (bzw. NP Sports & Technological Club ArtLine Engineering) ist ein russischer Hersteller von einsitzigen Rennwagen, die die Bezeichnung ArtTech tragen. Das Unternehmen tritt im Rennsport als Team Art-Line Engineering bzw. ArtLine Racing in Erscheinung.

## Geschichte
1999 nahm ArtLine Engineering, noch mit Dallara-Chassis, erstmals an der russischen Formel-3-Meisterschaft teil, der es auch nach der Umwandlung in die F1600 im Jahr 2003 erhalten blieb. In jenem Jahr setzte das Team umgebaute Dallara-F393-Chassis mit modifizierten VAZ-Motoren ein. Diese Formelrennwagen besaßen ein 5-Gang-(Nocken-)Getriebe und ein Sperrdifferential, außerdem entwickelte das Konstruktionsbüro sein eigenes Aufhängungssystem und steigerte die aerodynamische Leistungsfähigkeit der Autos. 2004 fand mit dem ArtTech F1605 erstmals ein selbstentworfenes Auto in der Rennserie Verwendung, wozu unter dem Namen Unit Art-Line (später Sitronics Racing) ein zweites Team initiiert wurde, das mindestens bis einschließlich 2007 bestand. Das erste Team setzte unter dem Namen Istok Art-Line Racing noch bis zur Saisonmitte 2007 alte Dallara-Chassis ein, ehe es komplett auf das ArtTech-F1607-Chassis umstieg.
Ende 2007 trat Art-Line Engineering in Alastaro zum ersten Mal in der finnischen Formel-3-Meisterschaft an, 2008 ging es dort durchgängig an den Start, wobei Vollzeitpilot Wiktor Schaitar allerdings größtenteils einen Dallara F308 mit Opel-Spiess-Motor nutzte, mit Ausnahme vom ersten Rennwochenende in Ahvenisto und dem vierten auf dem Botniaring, wo jeweils ein ArtTech F304 mit FIAT-Novamotor zum Einsatz kam.

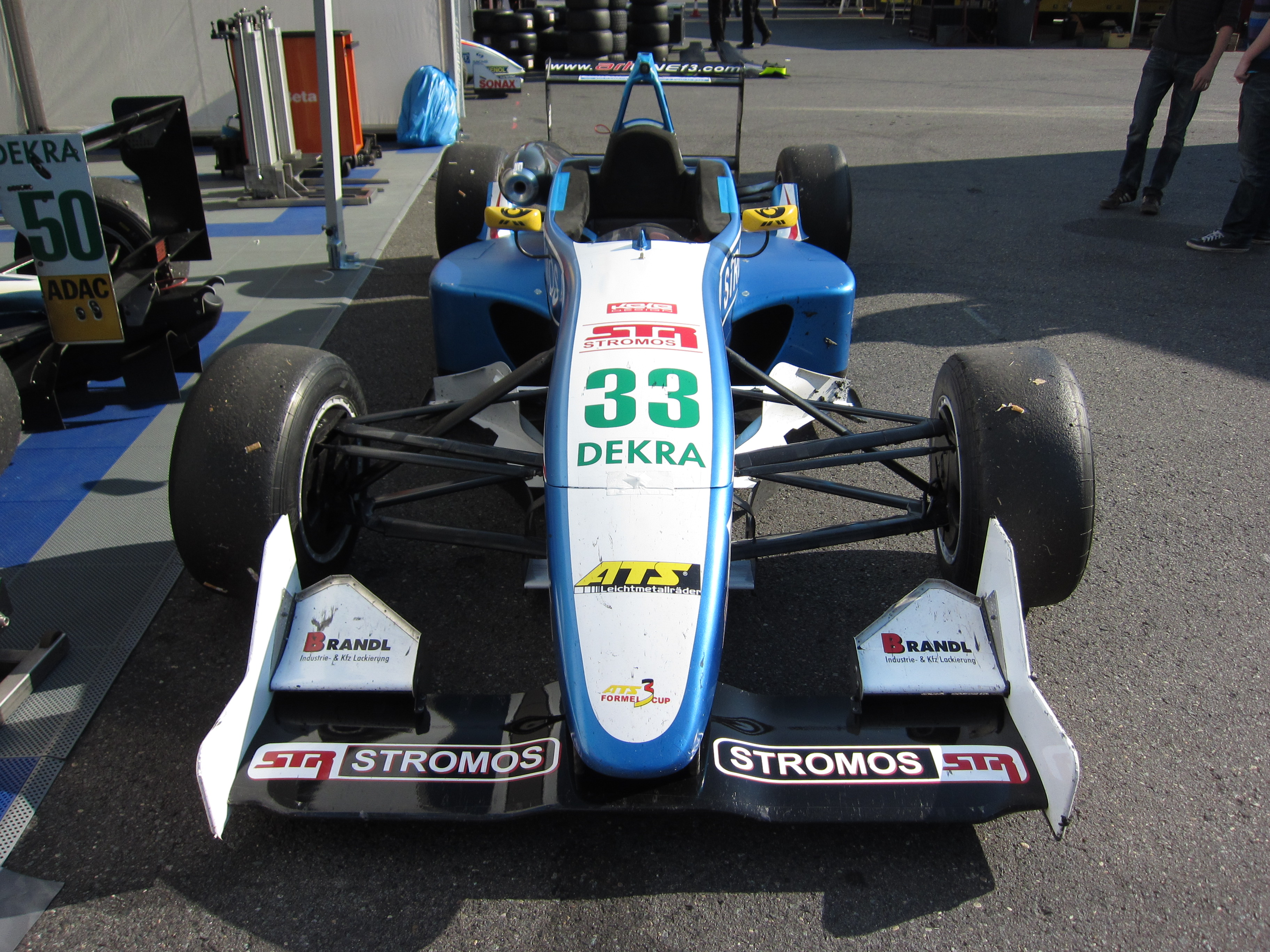
Dallara F307 am Hockenheimring 2011

Ab 2009 war Stromos ArtLine Racing mit dem Modell ArtTech F24 und OPC-Challenge-Motoren im deutschen Formel-3-Cup aktiv – in der finnischen Formel 3 trat das Team seitdem nur noch sporadisch, mit Dallara-Fahrzeugen, in Erscheinung – und gewann sogleich die Trophy-Wertung. Im darauffolgenden Jahr konnte der Titel verteidigt werden. Beim letzten Rennen 2010 setzte man zusätzlich einen Dallara F307 mit OPC-Challenge-Motor für die Hauptwertung ein. 2011 nahm das Team an sieben der neun Rennwochenenden teil, wobei der in der Trophy-Meisterschaft gemeldete ArtTech F24M abwechselnd von vier Fahrern pilotiert wurde, wohingegen der Este Antti Rammo in der Hauptwertung durchgehend einen Dallara F307-OPC-Challenge steuerte. Entgegen anderslautenden Verlautbarungen trat das Team 2012 nicht mehr im Deutschen Formel-3-Cup an, strebt jedoch seine Rückkehr für 2013 an. 
2010 ging Stromos ArtLine Racing eine Kooperation mit dem finnischen Team ADRF (Alan Docking Racing Finland) ein, den Hauptsitz hat es aber nach wie vor in Moskau, neben Werkstätten in Finnland und Deutschland.

## Fahrzeuge

### ArtTech F1605
Mit dem ArtTech F1605 wurde 2004 erstmals ein selbst entwickelter Monoposto mit einem Monocoque aus kohlenstofffaserverstärktem Kunststoff getestet. ArtLine Engineering war damit das erste Unternehmen der ehemaligen Sowjetunion und Osteuropas, das einen einsitzigen Rennwagen in dieser Bauweise produziert hatte. (Anmerkung: Die russische Firma AKKC Motorsport entwickelte bereits 2000 den Formel-RUS-Monoposto, allerdings in Stahlrohrrahmenbauweise.) Er kam in der F1600-Serie zum Einsatz sowie einmalig, ohne Punkteberechtigung, in der finnischen Formel-3-Meisterschaft (Botniaring 2008).

#### Fotos (extern)
- ArtTech F1605 auf der Sport-Motor-Tuning-Messe 2005
- ArtTech F1605 auf der Sport-Motor-Tuning-Messe 2005
- Andrey Khrapov (MegaFon Motorsport) im ArtTech F1605 auf dem Botniaring 2008

### ArtTech F1605M
Der ArtTech F1605M war eine Weiterentwicklung des obigen Modells und fand ebenfalls in der F1600-Serie Verwendung. Darüber hinaus kam er 2008 gelegentlich, ohne punkteberechtigt zu sein, in der finnischen Formel-3-Serie zum Einsatz.

#### Fotos (extern)
- Sergey Mokshantsev im ArtTech F1605M in Ahvenisto 2008
- Sergey Mokshantsev im ArtTech F1605M auf dem Botniaring 2008
- Wiktor Schaitar im ArtTech F1605M, vermutlich auf dem ADM 2006
- ArtTech F1605M, vermutlich von Mikhail Kozlovsky 2006

### ArtTech F1607
Der ArtTech F1607 war das Nachfolgemodell für die F1600-Serie und wurde dort ab Mitte 2007 eingesetzt.

#### Erfolge
| Jahr  | Fahrer                | Erfolge                                |
| ----- | --------------------- | -------------------------------------- |
| 2007* | Iwan Samarin          | Meister der russischen Formel 1600     |
| 2007* | Wiktor Schaitar       | Vizemeister der russischen Formel 1600 |
| 2007* | Istok Art-Line Racing | Teamtitel der russischen Formel 1600   |

* nicht durchgehend eingesetzt

#### Fotos (extern)
- Wiktor Schaitar im ArtTech F1607 in Alastaro 2007
- Iwan Samarin im ArtTech F1607 in Alastaro 2007
- Wiktor Schaitars ArtTech F1607 auf dem ADM 2007

### ArtTech F304
Der ArtTech F304 war offenbar eine an Formel-3-Standards angepasste Version des F1607. Er wurde 2008 von verschiedenen Piloten in der finnischen Formel-3-Meisterschaft sowie im NEZ-Formel-3-Cup gefahren.

#### Erfolge
| Jahr  | Fahrer          | Erfolge                             |
| ----- | --------------- | ----------------------------------- |
| 2008* | Wiktor Schaitar | Vizemeister der finnischen Formel 3 |

* nicht durchgehend eingesetzt

#### Fotos (extern)
- Iwan Samarin im ArtTech F304 auf dem ADM 2008
- Wiktor Schaitar im ArtTech F304 auf dem Botniaring 2008

### ArtTech F24
Der ArtTech F24 ist ein Formel-3-Fahrzeug, das seit 2009 in der Trophy-Wertung des deutschen Formel-3-Cups, die eigentlich für ältere Modelle ins Leben gerufen wurde, Verwendung findet. Im Jahr 2009 wurden zwei und 2010 drei dieser Boliden durchgängig eingesetzt, wobei jeweils überlegen der Gewinn des Trophy-Titels erreicht werden konnte (jeweils mit 17 von 18 möglichen Siegen). 2009 gelang sogar teilweise der Sprung in die Punkteränge der Hauptwertung, was für Trophy-Modelle unüblich war.

#### Technische Daten
| Kenngröße              | Daten                                                                                  |
| ---------------------- | -------------------------------------------------------------------------------------- |
| Foto:                  | ArtTech F24 am Hockenheimring 2009                                                     |
| Länge:                 | 4245 mm                                                                                |
| Breite:                | 1845 mm                                                                                |
| Höhe:                  | 950 mm                                                                                 |
| Radstand:              | 2775 mm                                                                                |
| Spurweite vorn:        | 1550 mm                                                                                |
| Spurweite hinten:      | 1440 mm                                                                                |
| Bauart:                | Monocoque in Sandwichbauweise aus kohlenstofffaserverstärktem Kunststoff               |
| Gewicht:               | mind. 550 kg (inkl. Sprit und Fahrer)                                                  |
| Achsaufhängung:        | Doppelquerlenker, innenliegende Dreifachdämpfer mit Schubstangen („push rod“) betätigt |
| Bremsen:               | innenbelüftete Scheibenbremsen von Brembo                                              |
| Getriebe:              | sequenziell, von Hewland                                                               |
| Gänge:                 | sechs Vorwärts-, ein Rückwärtsgang                                                     |
| Reifengröße:           | vorn: 200/50 VR 13 hinten: 240/45 VR 13                                                |
| Höchstgeschwindigkeit: | max. 280 km/h                                                                          |

#### Erfolge
| Jahr | Fahrer             | Erfolge                                  |
| ---- | ------------------ | ---------------------------------------- |
| 2009 | Sergey Chukanov    | Trophy-Meister des ATS-Formel-3-Cups     |
| 2010 | Riccardo Brutschin | Trophy-Meister des ATS-Formel-3-Cups     |
| 2010 | Alexei Karatschew  | Trophy-Vizemeister des ATS-Formel-3-Cups |

### ArtTech F24M
Der ArtTech F24M ist eine Weiterentwicklung des obigen Modells und wurde erstmals beim letzten Rennwochenende des deutschen-Formel-3-Cups 2010 in Oschersleben, von Michail Aljoschin pilotiert, eingesetzt. In der Saison 2011 kam er, mit vier verschiedenen Fahrern am Steuer, in der Trophy zum Einsatz, wobei Aljoschin sogar einmal der Sprung in die Punkteränge der Hauptwertung glückte. Insgesamt gewann man elf der 14 Rennen, zu denen man angetreten war. Bester ArtTech-F24M-Pilot in der Trophy-Wertung war schließlich Aljoschin mit Gesamtrang drei.
Ein neues Modell sollte 2012 erscheinen.

### Erfolge mit anderen Modellen
| Jahr | Fahrer              | Modell       | Erfolge                            |
| ---- | ------------------- | ------------ | ---------------------------------- |
| 2001 | Maurizio Mediani    | Dallara Fxxx | Meister der russischen Formel 3    |
| 2003 | Alexander Tjurjumin | Dallara F393 | Meister der russischen Formel 1600 |
| 2005 | Witali Petrow       | Dallara F39x | Meister der russischen Formel 1600 |
| 2006 | Iwan Samarin        | Dallara F39x | Meister der russischen Formel 1600 |

#### Fotos (extern)
- Iwan Samarin in einem Dallara F39x auf dem ADM, vermutlich 2006
- Evgeny Smelov im Dallara F399 auf dem Botniaring 2008
- Viktor Šaitar im Dallara F308 auf dem EST-Ring 2008

## Unternehmensstruktur
Als Teambesitzer und Manager fungiert Shota Abkhazava, Chef des ArtLine-Engineering-Designteams ist Sergei Piskunov.

## Sonstiges
Das Unternehmen war für den Entwurf des ADM, der ersten reinen Motorsportrennstrecke nach modernen Standards in Russland, und für den Umbau der Rennstrecke Rustavi zum Rustavi International Motorpark verantwortlich.